# Neoceroplatus punctipes
Neoceroplatus punctipes är en tvåvingeart som beskrevs av Loïc Matile 1990. Neoceroplatus punctipes ingår i släktet Neoceroplatus och familjen platthornsmyggor. Inga underarter finns listade i Catalogue of Life.